# Banksula melones
Banksula melones (лат.) — вид паукообразных из семейства Phalangodidae отряда сенокосцев. Эндемик пещер у реки Станислаус в Калифорнии (США). В тех же самых пещерах водятся и Banksula grahami.
Размер тела лишь чуть больше 2 мм. Будучи побеспокоены, сенокосцы остаются неподвижными до нескольких минут.
МСОП присвоил таксону охранный статус «Уязвимые виды» (VU).